# ヘスケス・レーシング
ヘスケス (Hesketh) は1974年から1978年までコンストラクターとしてF1に参戦していたイギリスのレーシングチーム。
チーム代表は第3代ヘスケス男爵のアレクサンダー・ヘスケス（以下「ヘスケス卿」）。

## チーム発足
イギリスのレース好きの青年貴族、ヘスケス卿がF3レーサーのアンソニー・"バブルス"・ホースリーと意気投合し、1972年にレーシングチームを結成。さらに「壊し屋」の異名をとるF3レーサーのジェームス・ハントが加わる。ハントが加わってしばらくは2台体制でF3に参戦していたが、ほどなく、ホースリーはマネージャー業に専念し、ハントの1台体制となる。
1973年、チームはサーティースの車両でヨーロッパF2選手権にステップアップしたが、ハントが車を壊してしまい、「F2もF1も大してコストは変わらないだろう」というあっさりした判断からF1進出を決めた。

## F1参戦

### ヘスケス卿時代 (1973年 - 1975年)
1973年から1975年の3年間は、オーナーのヘスケス卿、マネージャーのホースリーによる運営で、ドライバーと車両は、基本的にハントの1カーエントリーだった。

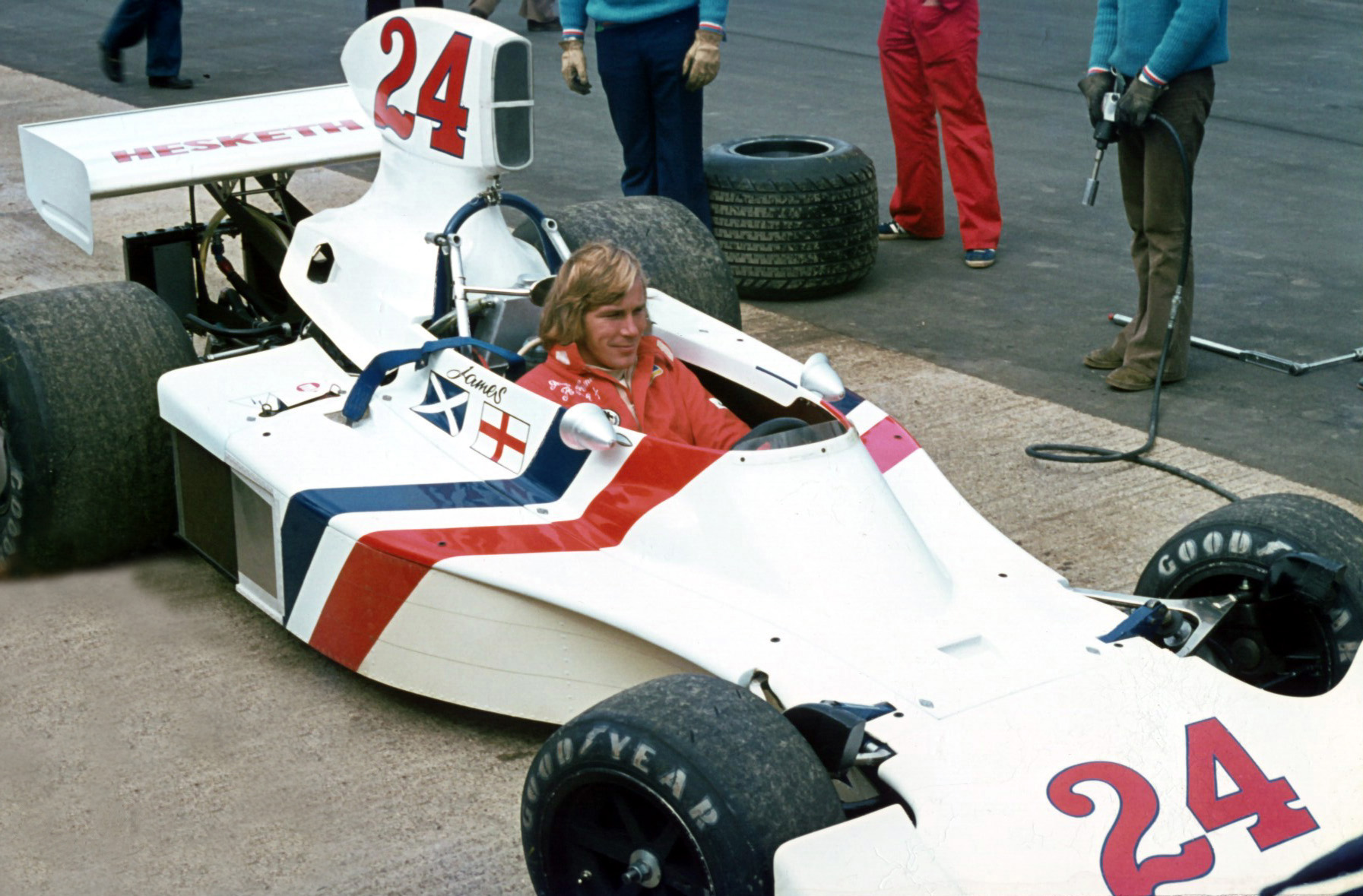
ヘスケス・308Bに乗るジェームス・ハント（1975年）。車体にはスポンサーロゴが一切つけられていない。

この3年間の予算はヘスケス卿が自身の事業で稼いだ資産から供出され、「スポンサーを持たない」ことを美徳とし、車両には、ユニオンジャックに基づき、白地に青と赤のストライプをあしらうというシンプルなカラーリングを施していた。

#### 1973年
ヘスケス・レーシングは、チームとしては、1973年の第6戦モナコGPからF1への参戦を開始した。
初年度は、購入したマーチ・731を使用して参戦した。マーチ・731を入手する際、同車の設計者であるハーベイ・ポスルスウェイトをマーチから引き抜き、1973年シーズン中にポスルスウェイトが731に独自の改良を施した結果、ヘスケスの731はマーチのワークスチーム（STPマーチ）の同型車よりも速くなった。

#### 1974年
1974年シーズンからフル参戦を開始し、開幕2戦目までは引き続きマーチ・731を使用した。第3戦南アフリカGPから、ポスルスウェイトが新規に設計した「ヘスケス・308」を投入し、これにより、ヘスケスはコンストラクター（車両製造者）としてのデビューを果たした。308はフォード・コスワース・DFVエンジンを搭載するいわゆる「キットカー」だったが、スポーツカーノーズの先端に通常のフロントウイングを装着するという独自性をもつ車両だった。
この年はハントが3度の3位表彰台を勝ち取った。

#### 1975年

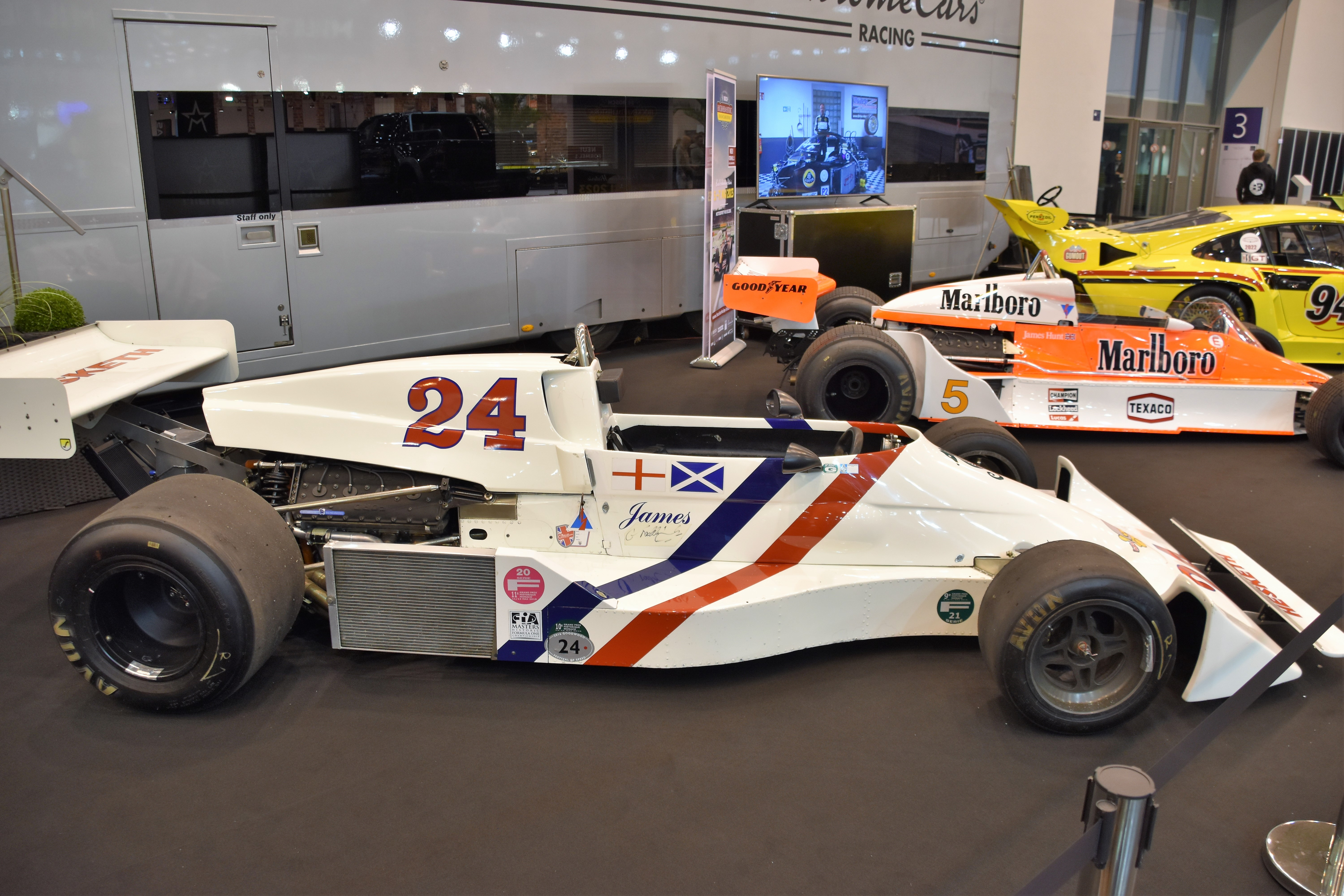
ヘスケス・308C。1975年シーズンの最終2戦のみで使用された。

1975年シーズンは、前年の308を改善した「308B」をポスルスウェイトが開発し、開幕戦から投入した。
この年の第8戦オランダGPで、ハントはフェラーリのニキ・ラウダとのマッチレースを制し、チーム唯一となる勝利を挙げた。
ハントは他にも2位を3回獲得し、ヘスケスはコンストラクターズ選手権4位、ハント自身もドライバーズランキングで4位となるという好成績を収めた。この年は、数戦でハント以外のドライバーもヘスケスの車両で参戦したが、ハント以外のドライバーがポイントを獲得することはなかった。
第13戦と第14戦（最終戦）ではハントのみ新車の308Cを使用した。この車両は、フロントサスペンションに通常のスプリングに代えてラバーコーンを使用した画期的な車両だった。

#### 活動中止 (1975年11月)
1975年シーズン初めの時点で、チームはスポンサーなしでは運営が難しい財政状況となり、ヘスケス卿はスポンサーを探したものの、適当なスポンサーを獲得することはできなかった。そうして、シーズン終了後の11月7日、チームはF1活動の中止を発表した。
活動中止を発表した時点で保有していた2台の308C（ハントの1号車と、半完成状態の2号車）は売却されることになり、この2台を取得したウルフ・ウィリアムズは「ウィリアムズ・FW05」として翌年に参戦させた。
ドライバーのハントはマクラーレンに移籍し、車両の設計者であるポスルスウェイトは売却された308Cとともにウルフ・ウィリアムズに移籍した。チーフメカニックのデイブ・シムス（Dave "Beaky" Sims）のような、その他の主要な関係者も他のチームへと移っていった。

### ホースリー時代 (1976年 - 1978年)

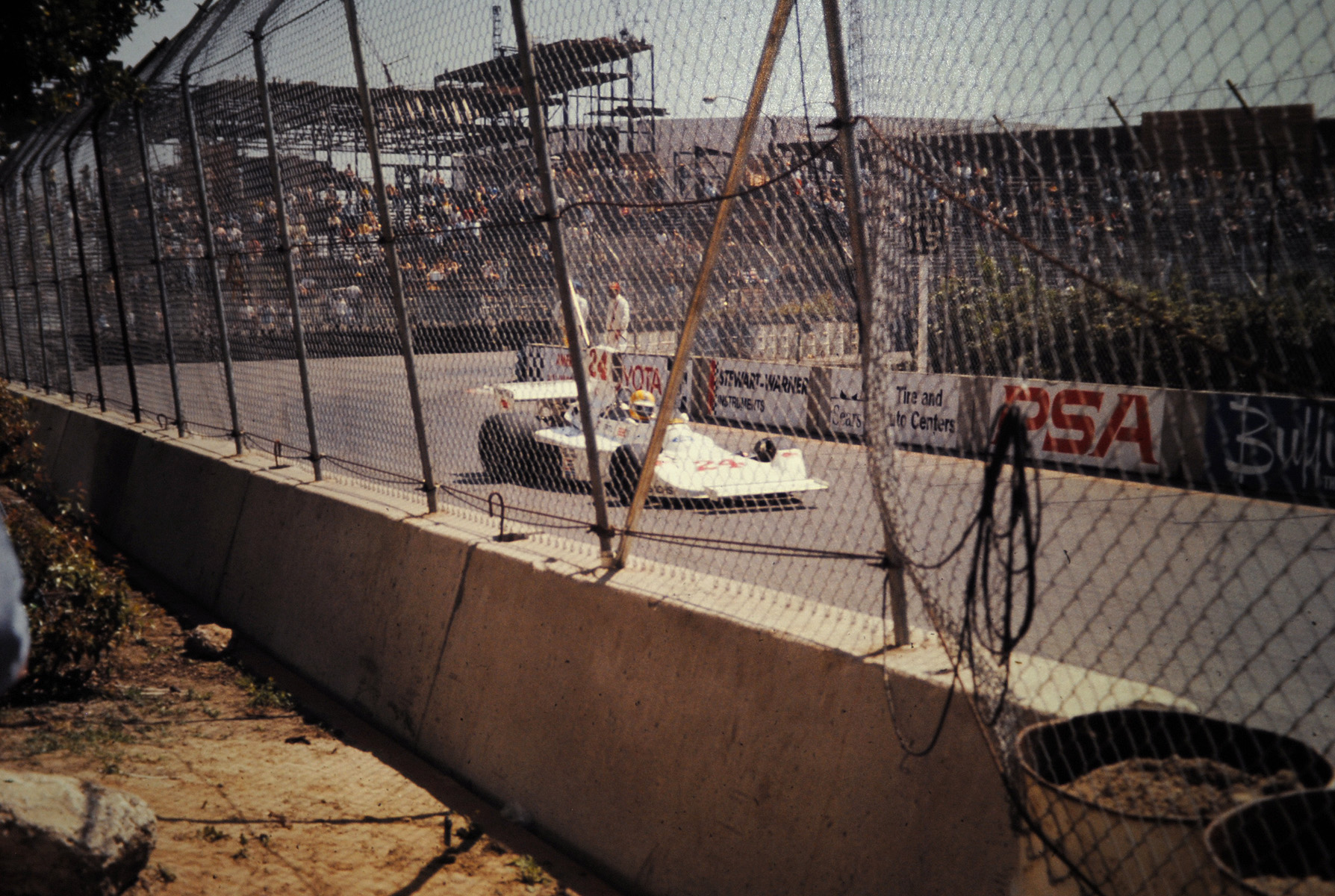
308Dを駆るハラルド・アートル（1976年アメリカ西GP）

1976年はヘスケス卿の資金が尽き、ハントはマクラーレン、ポスルスウェイトはウィリアムズに移籍してしまった。前年にヘスケスからスポット参戦したハラルド・アートルをレギュラードライバーに据え、開幕戦は欠場するも、第5,8-10,12-15戦には2台体制で参戦。しかし予選は20位近辺を彷徨い、決勝も最高位が7位とポイントまで後一歩及ばなかった。
1977年は第5-16戦の参戦にとどまった。第5戦（チームにとっての開幕戦）から新車308Eを実戦投入するも、順位は改善されず、予選最高位13位・決勝最高位7位と再びノーポイントとなった。ドライバーは、アートル、ヘクトール・レバーク、イアン・アシュレーが参戦したが、シーズン全体でヘスケス・レーシングは10回もの予選落ちを喫した（後述するペントハウス・リズラ・レーシングは予選落ちを記録していない）。
1978年は、タイトルスポンサーにカメラメーカーのオリンパスを迎え、ヘスケス・レーシングとしてはここに至って初めて、スポンサーらしいスポンサーを得てシーズンに臨んだ。
車両は前年使用した308Eを継続。第1,2戦はディヴィナ・ガリカ、第3戦はエディ・チーバー、第4-6戦はデレック・デイリーがドライブするも予備予選落ち2回、予選落ち3回、完走1回という散々な成績に終わり、第6戦終了後、チームはF1から撤退した。

### 活動終了後
チームの活動終了後、多くのエンジニアたちは他のチームへと移っていったが、ヘスケス卿は残ったエンジニアたちをイーストン・ネストンの「馬小屋」で雇い続けた。そこでは他のコンストラクターからの委託を受けて、レース用の車両や部品の製造、整備が行われるようになり、この事業は1980年代まで行われ、ロータスやリジェのF1・F2車両のいくつかはヘスケスの作業場で製造された。1970年代後半から、ヘスケス卿はオートバイ製造に乗り出し、この事業は1980年代に売却したが、事業が人手に渡った後もイーストン・ネストンの作業場は2000年代までオートバイ製造に使われ続けた。
ヘスケス卿自身は、1975年限りでチームの運営からは手を引いた後、1980年代後半から1990年代前半にかけて貴族院政治家として保守党政権で要職を務めた。また、1993年から2000年までブリティッシュ・レーシング・ドライバーズ・クラブ (BRDC) の会長を務めた。

## ペントハウス・リズラ・レーシング (1976年 - 1977年)
1975年にヘスケス卿がチームの運営から手を引いた際、残された308の内の2台はホースリーが入手したが、もう1台はガイ・エドワーズが買い取り、エドワーズは独自にペントハウスとリズラをスポンサーに付け、プライベーターとして参戦した。
車両についてはホースリーのヘスケス・レーシングと融通しつつ、1977年シーズンはルパート・キーガンをレギュラーに据えて参戦した。

## エピソード
- ヘスケスはモータースポーツが富裕層の娯楽であった往時の雰囲気を1970年代に再現しようとした。高級車やヘリコプター（モナコではクルーザー）に乗ってサーキットに現れ、シャンパンと豪華な食事をふるまうという派手な金遣いはパドックにおいて、主にイギリス人ジャーナリストから、顰蹙を買ったが、F1で優勝まで果たした点でただの道楽チームに終わらなかった。
- イギリスを背負って立つチームに、という意気込みがあり、車両には白地に青と赤のストライプというユニオンジャックの配色を施した。シンボルキャラクターは、ユニオンジャックの描かれた白いヘルメットを被ったテディベア（1974年から使用）。
- ハントのレーシングスーツには"Sex, Breakfast of Champions"（セックスはチャンピオンたちの朝食）という言葉が記された。

## 車両
- 308 / 308B / 308D - 計4台が製造された[8]。3台は「308」として製造され、2号車と3号車は後に「308B」にアップデートされた[8]。最後に製造された4号車のみ初戦から「308D」仕様でレースに投入された[8]。
- 308C - 計2台が製造された[8]。308Cとして使用されたのは1号車のみで、1975年時点で半完成状態だった2号車は翌年の投入初戦から「ウィリアムズ・FW05」として使用された[8]。
- 308E - 計5台が製造された[8]。

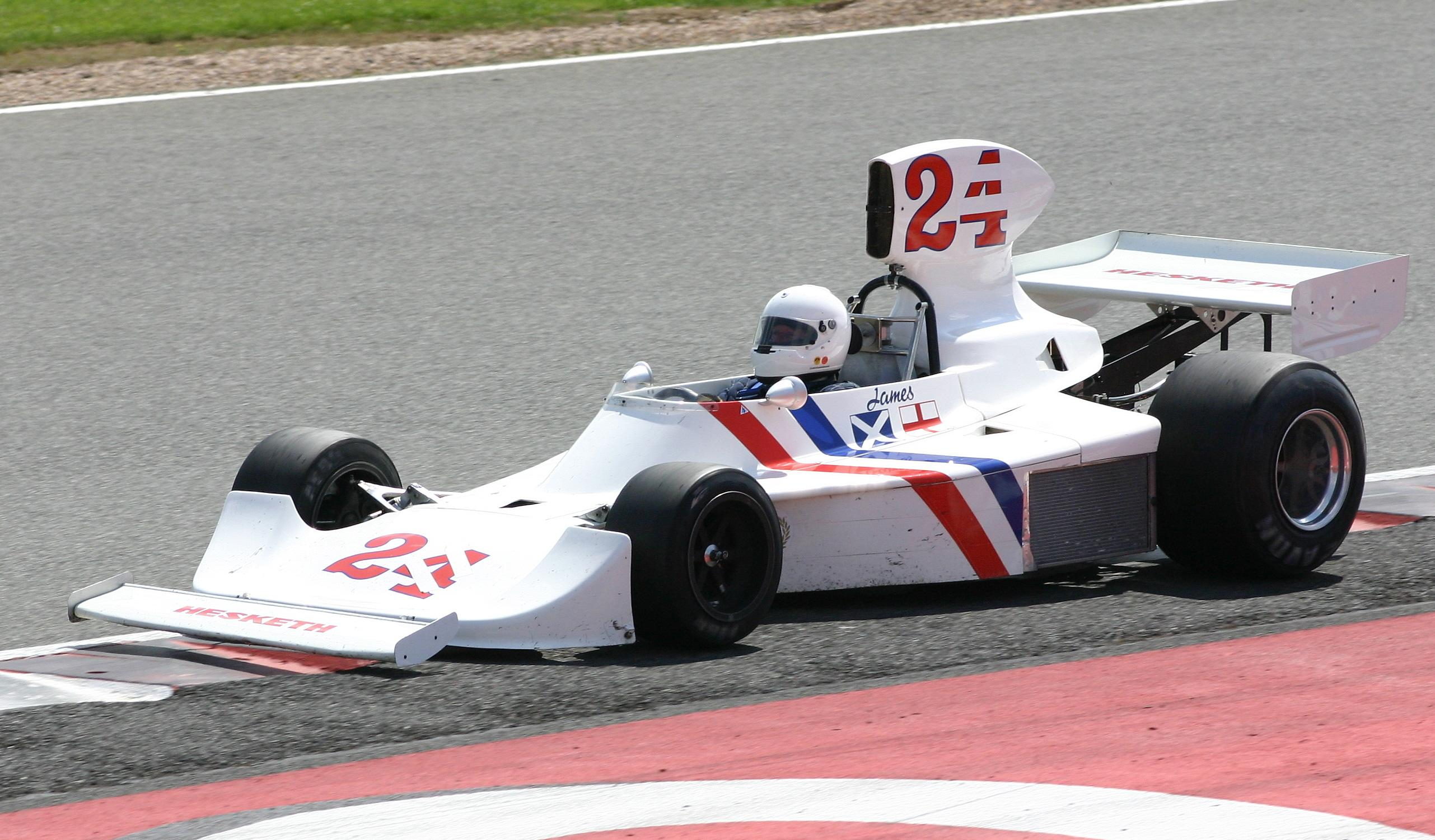
308。スポーツカーウィングとフォーミュラカーのウィングの両方を装着している。
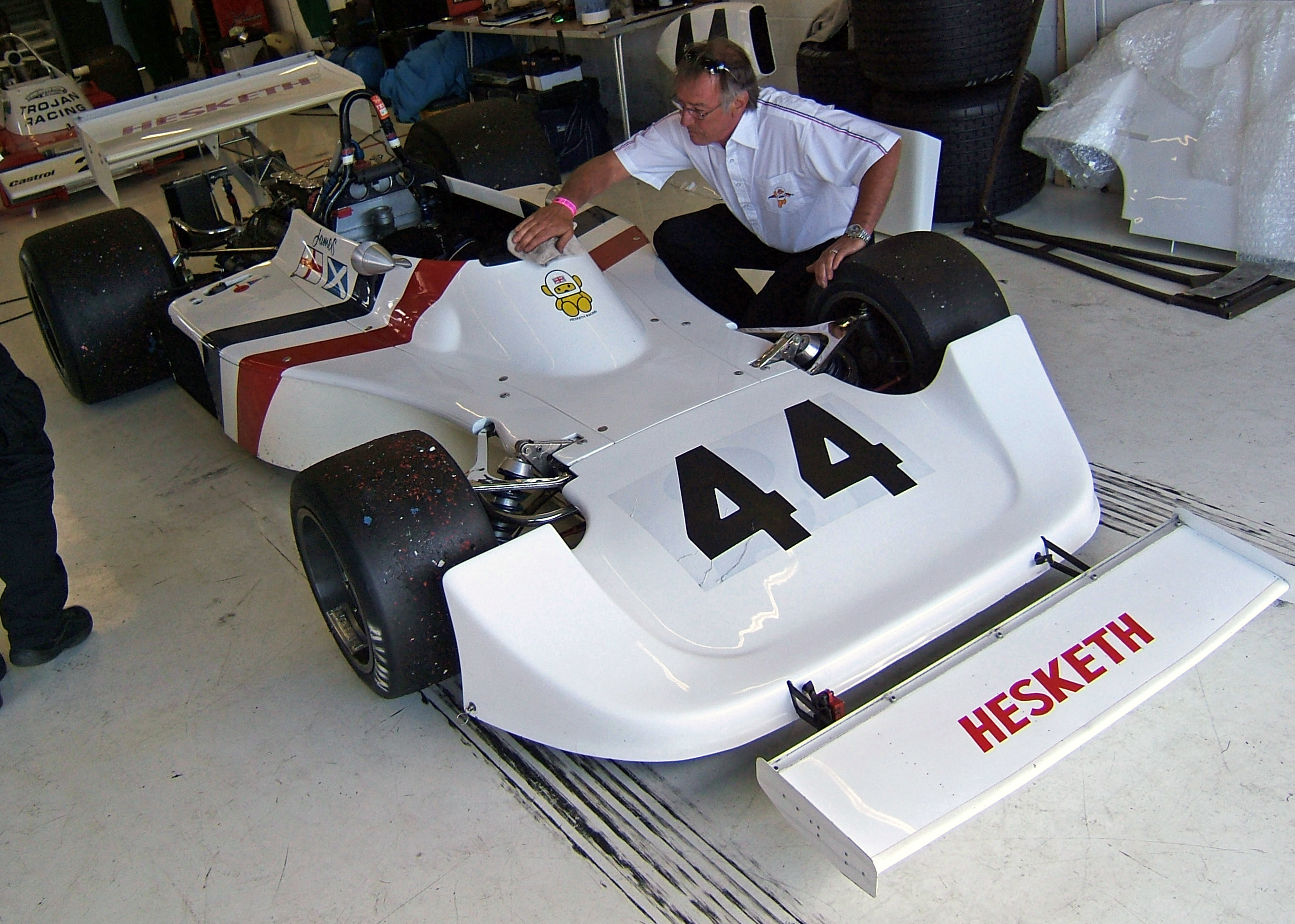
308B。「308」をアップデートした仕様で、「308B」として製造された車両は存在しない[8]。
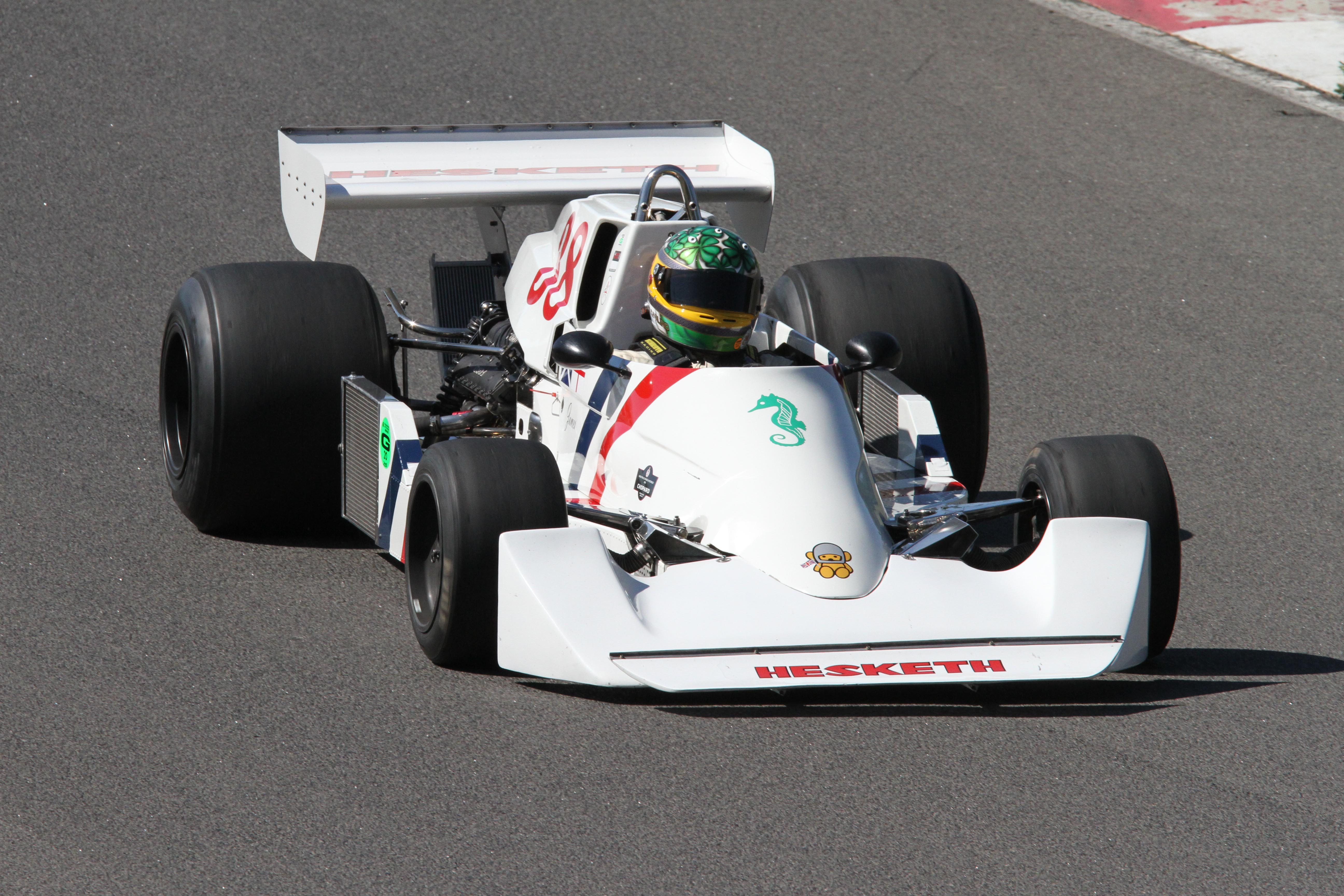
308C。1975年末にウルフ・ウィリアムズに売却され、翌シーズンはウィリアムズ・FW05として走行[8]。
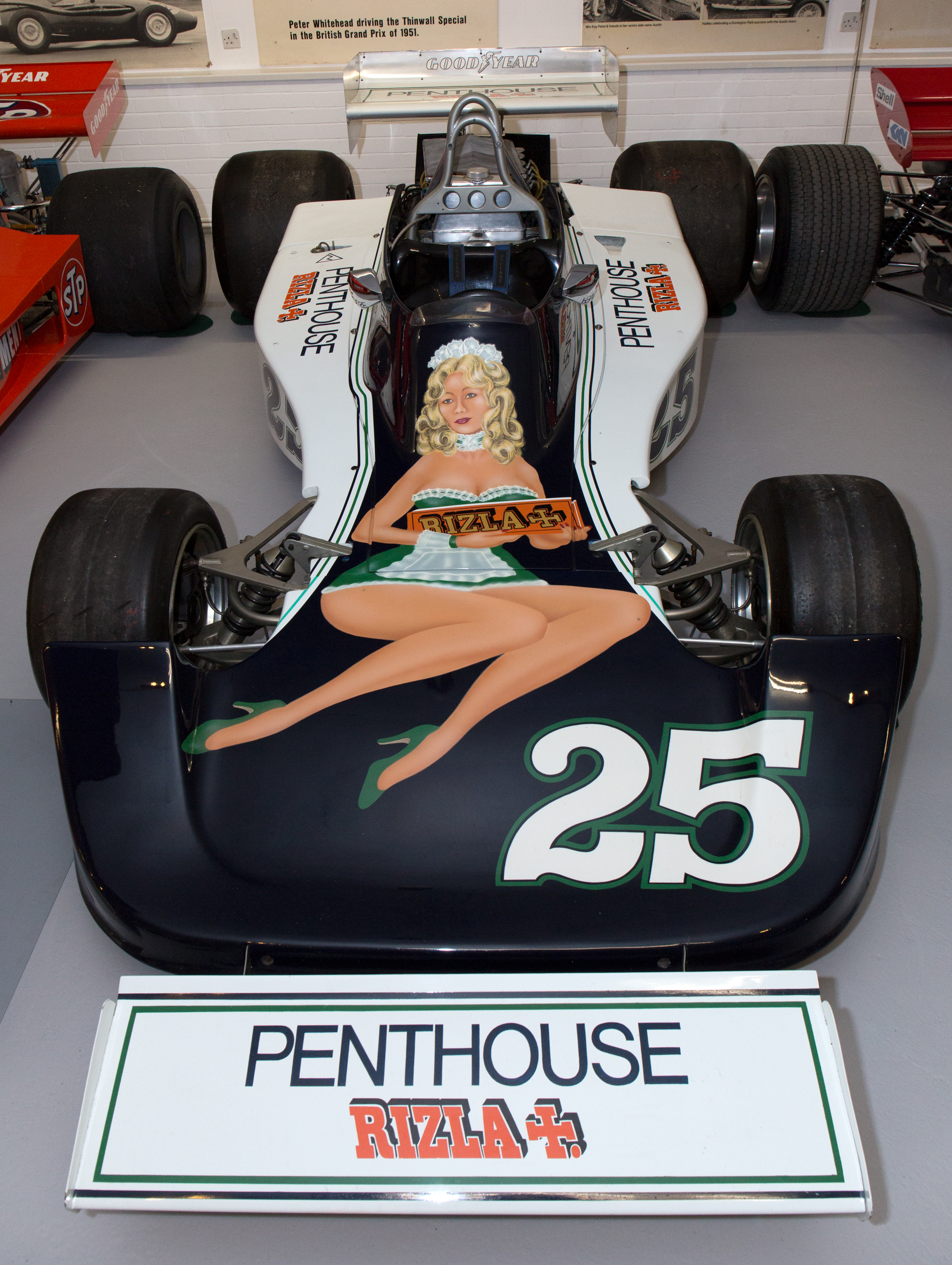
308D。「308B」を基にナイジェル・ストラウドがアップデート（改装）した車両[8]。
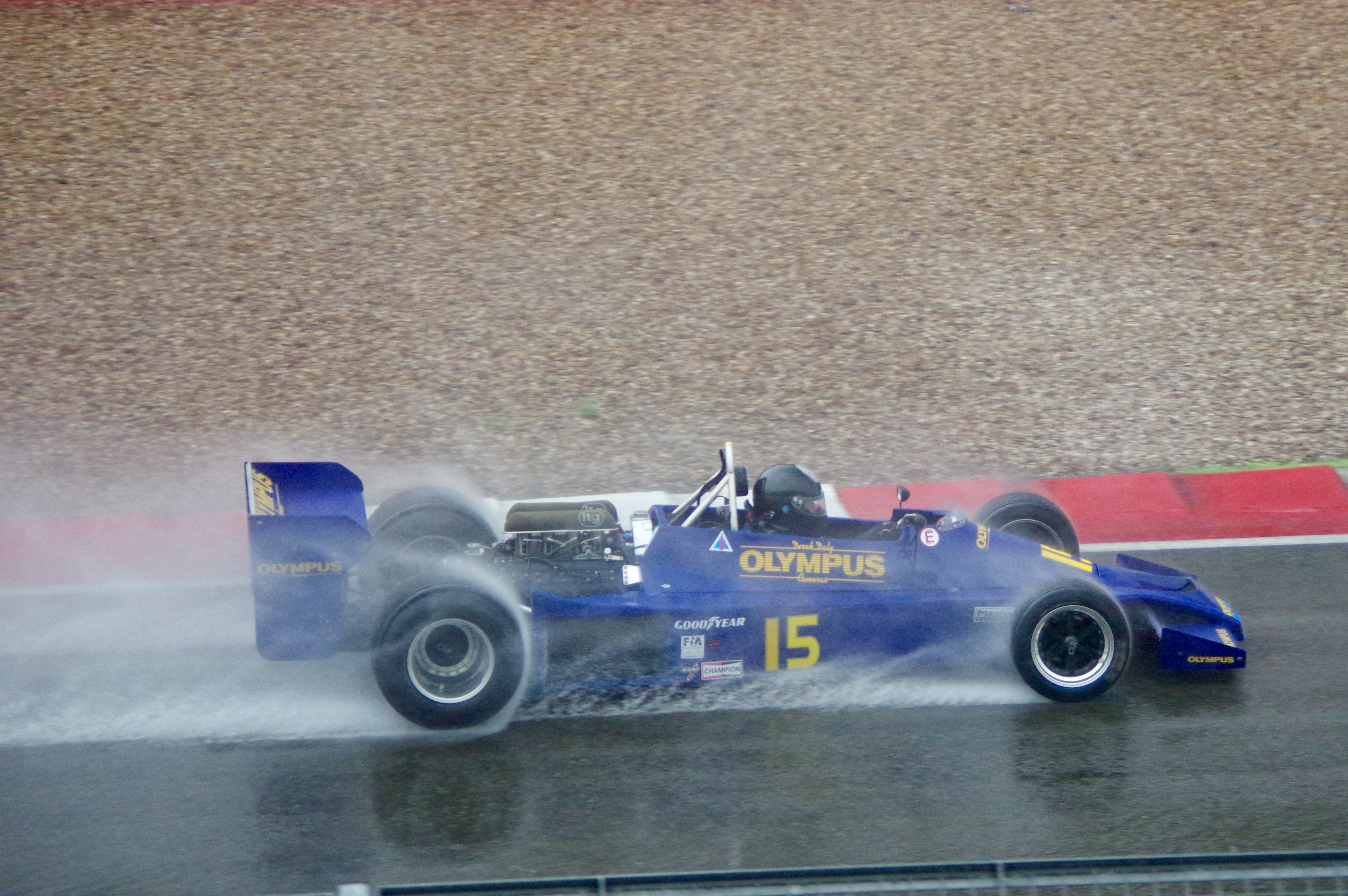
308E（1978年仕様）。ストラウドとフランク・ダーニーが新たに開発した車両。

## 戦績

### F1 (世界選手権)
| 年     | チーム                                   | 車体        | 車体        | エンジン                         | ドライバー           | 1   | 2   | 3   | 4    | 5    | 6   | 7   | 8   | 9   | 10  | 11  | 12  | 13  | 14  | 15  | 16  | 17  | Points | WCC  |
| 年     | チーム                                   | 仕様        | 個体        | エンジン                         | ドライバー           | 1   | 2   | 3   | 4    | 5    | 6   | 7   | 8   | 9   | 10  | 11  | 12  | 13  | 14  | 15  | 16  | 17  | Points | WCC  |
| ------ | ---------------------------------------- | ----------- | ----------- | -------------------------------- | -------------------- | --- | --- | --- | ---- | ---- | --- | --- | --- | --- | --- | --- | --- | --- | --- | --- | --- | --- | ------ | ---- |
| 1973年 | ヘスケス・レーシング                     | マーチ・731 | マーチ・731 | フォード コスワース・DFV 3.0 V8  |                      | ARG | BRA | RSA | ESP  | BEL  | MON | SWE | FRA | GBR | NED | GER | AUT | ITA | CAN | USA |     |     | N/A1   | N/A1 |
| 1973年 | ヘスケス・レーシング                     | マーチ・731 | マーチ・731 | フォード コスワース・DFV 3.0 V8  | ジェームス・ハント   |     |     |     |      |      | 9   |     | 6   | 4   | 3   |     | Ret | DNS | 7   | 2   |     |     | N/A1   | N/A1 |
| 1974年 | ヘスケス・レーシング                     | マーチ・731 | マーチ・731 | フォード・コスワース・DFV 3.0 V8 |                      | ARG | BRA | RSA | ESP  | BEL  | MON | SWE | NED | FRA | GBR | GER | AUT | ITA | CAN | USA |     |     | N/A1   | N/A1 |
| 1974年 | ヘスケス・レーシング                     | マーチ・731 | マーチ・731 | フォード・コスワース・DFV 3.0 V8 | ジェームス・ハント   | Ret | 9   |     |      |      |     |     |     |     |     |     |     |     |     |     |     |     | N/A1   | N/A1 |
| 1974年 | ヘスケス・レーシング                     | 308         | 308/1       | フォード・コスワース・DFV 3.0 V8 | ジェームス・ハント   |     |     | Ret |      |      |     |     |     |     | Ret |     |     |     |     |     |     |     | 15     | 6th  |
| 1974年 | ヘスケス・レーシング                     | 308         | 308/2       | フォード・コスワース・DFV 3.0 V8 | ジェームス・ハント   |     |     |     | 10   | Ret  | Ret | 3   | Ret | Ret |     |     |     |     |     |     |     |     | 15     | 6th  |
| 1974年 | ヘスケス・レーシング                     | 308         | 308/3       | フォード・コスワース・DFV 3.0 V8 | ジェームス・ハント   |     |     |     |      |      |     |     |     |     |     | Ret | 3   | Ret |     |     |     |     | 15     | 6th  |
| 1974年 | ヘスケス・レーシング                     | 308B        | 308/2       | フォード・コスワース・DFV 3.0 V8 | ジェームス・ハント   |     |     |     |      |      |     |     |     |     |     |     |     |     | 4   | 3   |     |     | 15     | 6th  |
| 1974年 | ヘスケス・レーシング                     | 308         | 308/1       | フォード・コスワース・DFV 3.0 V8 | イアン・シェクター   |     |     |     |      |      |     |     |     |     |     |     | DNQ |     |     |     |     |     | 15     | 6th  |
| 1975年 | ヘスケス・レーシング                     | 308B        | 308/3       | フォード・コスワース・DFV 3.0 V8 |                      | ARG | BRA | RSA | ESP  | MON  | BEL | SWE | NED | FRA | GBR | GER | AUT | ITA | USA |     |     |     | 33     | 4th  |
| 1975年 | ヘスケス・レーシング                     | 308B        | 308/3       | フォード・コスワース・DFV 3.0 V8 | ジェームス・ハント   | 2   | 6   | Ret |      |      |     |     |     |     |     |     |     |     |     |     |     |     | 33     | 4th  |
| 1975年 | ヘスケス・レーシング                     | 308B        | 308/2       | フォード・コスワース・DFV 3.0 V8 | ジェームス・ハント   |     |     |     | Ret  | Ret  | Ret | Ret | 1   | 2   | 4   | Ret | 2‡  |     |     |     |     |     | 33     | 4th  |
| 1975年 | ヘスケス・レーシング                     | 308C        | 308C/1      | フォード・コスワース・DFV 3.0 V8 | ジェームス・ハント   |     |     |     |      |      |     |     |     |     |     |     |     | 5   | 4   |     |     |     | 33     | 4th  |
| 1975年 | ヘスケス・レーシング                     | 308B        | 308/3       | フォード・コスワース・DFV 3.0 V8 | ブレット・ランガー   |     |     |     |      |      |     |     |     |     |     |     | 13  | 10  | Ret |     |     |     | 33     | 4th  |
| 1975年 | ハリー・スティラー・レーシング           | 308         | 308/1       | フォード・コスワース・DFV 3.0 V8 | アラン・ジョーンズ   |     |     |     | Ret  | Ret  | Ret | 11  |     |     |     |     |     |     |     |     |     |     | 33     | 4th  |
| 1975年 | ポーラー・キャラバン                     | 308B        | 308/3       | フォード・コスワース・DFV 3.0 V8 | トルステン・パーム   |     |     |     |      | DNQ  |     | 10  |     |     |     |     |     |     |     |     |     |     | 33     | 4th  |
| 1975年 | ヴァルシュタイナー                       | 308         | 308/1       | フォード・コスワース・DFV 3.0 V8 | ハラルド・アートル   |     |     |     |      |      |     |     |     |     |     | 8   | Ret | 9   |     |     |     |     | 33     | 4th  |
| 1976年 | ヘスケス・レーシング                     | 308D        | 308/3       | フォード・コスワース・DFV 3.0 V8 |                      | BRA | RSA | USW | ESP  | BEL  | MON | SWE | FRA | GBR | GER | AUT | NED | ITA | CAN | USA | JPN |     | 0      | NC   |
| 1976年 | ヘスケス・レーシング                     | 308D        | 308/3       | フォード・コスワース・DFV 3.0 V8 | ハラルド・アートル   |     | 15  | DNQ | DNQ  | Ret  | DNQ | Ret | Ret | 7   | Ret |     |     |     |     |     |     |     | 0      | NC   |
| 1976年 | ヘスケス・レーシング                     | 308D        | 308/2       | フォード・コスワース・DFV 3.0 V8 | ハラルド・アートル   |     |     |     |      |      |     |     |     |     |     | 8   | Ret | 16  | DNS | 13  | 8   |     | 0      | NC   |
| 1976年 | ペントハウス・リズラ・レーシング         | 308D        | 308/2       | フォード・コスワース・DFV 3.0 V8 | ガイ・エドワーズ     |     |     |     |      | DNQ  |     |     | 17  | Ret | 15  |     |     |     |     |     |     |     | 0      | NC   |
| 1976年 | ペントハウス・リズラ・レーシング         | 308D        | 308/4       | フォード・コスワース・DFV 3.0 V8 | ガイ・エドワーズ     |     |     |     |      |      |     |     |     |     |     |     |     | DNS | 20  |     |     |     | 0      | NC   |
| 1976年 | ペントハウス・リズラ・レーシング         | 308D        | 308/4       | フォード・コスワース・DFV 3.0 V8 | ロルフ・シュトメレン |     |     |     |      |      |     |     |     |     |     |     | 12  |     |     |     |     |     | 0      | NC   |
| 1976年 | ペントハウス・リズラ・レーシング         | 308D        | 308/4       | フォード・コスワース・DFV 3.0 V8 | アレックス・リベイロ |     |     |     |      |      |     |     |     |     |     |     |     |     |     | 12  |     |     | 0      | NC   |
| 1977年 | ヘスケス・レーシング                     | 308E        | 308E/2      | フォード・コスワース・DFV 3.0 V8 |                      | ARG | BRA | RSA | USW  | ESP  | MON | BEL | SWE | FRA | GBR | GER | AUT | NED | ITA | USA | CAN | JPN | 0      | NC   |
| 1977年 | ヘスケス・レーシング                     | 308E        | 308E/2      | フォード・コスワース・DFV 3.0 V8 | ハラルド・アートル   |     |     |     |      | Ret  | DNQ | 9   | 16  | DNQ |     |     |     |     |     |     |     |     | 0      | NC   |
| 1977年 | ヘスケス・レーシング                     | 308E        | 308E/3      | フォード・コスワース・DFV 3.0 V8 | ヘクトール・レバーク |     |     |     |      |      |     | DNQ | DNQ | DNQ |     |     |     |     |     |     |     |     | 0      | NC   |
| 1977年 | ヘスケス・レーシング                     | 308E        | 308E/2      | フォード・コスワース・DFV 3.0 V8 | ヘクトール・レバーク |     |     |     |      |      |     |     |     |     |     | Ret | DNQ | DNQ |     |     |     |     | 0      | NC   |
| 1977年 | ヘスケス・レーシング                     | 308E        | 308E/3      | フォード・コスワース・DFV 3.0 V8 | イアン・アシュレイ   |     |     |     |      |      |     |     |     |     |     |     | DNQ | DNQ |     |     |     |     | 0      | NC   |
| 1977年 | ヘスケス・レーシング                     | 308E        | 308E/2      | フォード・コスワース・DFV 3.0 V8 | イアン・アシュレイ   |     |     |     |      |      |     |     |     |     |     |     |     |     | DNQ | 17  | DNS |     | 0      | NC   |
| 1977年 | ペントハウス・リズラ・レーシング         | 308E        | 308E/1      | フォード・コスワース・DFV 3.0 V8 | ルパート・キーガン   |     |     |     |      | Ret  | 12  |     |     | 10  |     |     |     |     |     | 8   | Ret |     | 0      | NC   |
| 1977年 | ペントハウス・リズラ・レーシング         | 308E        | 308E/3      | フォード・コスワース・DFV 3.0 V8 | ルパート・キーガン   |     |     |     |      |      |     | Ret | 13  |     | Ret |     |     | Ret |     |     |     |     | 0      | NC   |
| 1977年 | ペントハウス・リズラ・レーシング         | 308E        | 308E/4      | フォード・コスワース・DFV 3.0 V8 | ルパート・キーガン   |     |     |     |      |      |     |     |     |     |     | Ret | 7   |     | 9   |     |     |     | 0      | NC   |
| 1978年 | オリンパス・カメラ・ヘスケス・レーシング | 308E        | 308E/3      | フォード・コスワース・DFV 3.0 V8 |                      | ARG | BRA | RSA | USW  | MON  | BEL | ESP | SWE | FRA | GBR | GER | AUT | NED | ITA | USA | CAN |     | 0      | NC   |
| 1978年 | オリンパス・カメラ・ヘスケス・レーシング | 308E        | 308E/3      | フォード・コスワース・DFV 3.0 V8 | ディビナ・ガリカ     | DNQ | DNQ |     |      |      |     |     |     |     |     |     |     |     |     |     |     |     | 0      | NC   |
| 1978年 | オリンパス・カメラ・ヘスケス・レーシング | 308E        | 308E/5      | フォード・コスワース・DFV 3.0 V8 | エディ・チーバー     |     |     | Ret |      |      |     |     |     |     |     |     |     |     |     |     |     |     | 0      | NC   |
| 1978年 | オリンパス・カメラ・ヘスケス・レーシング | 308E        | 308E/5      | フォード・コスワース・DFV 3.0 V8 | デレック・デイリー   |     |     |     | DNPQ | DNPQ | DNQ |     |     |     |     |     |     |     |     |     |     |     | 0      | NC   |

Notes
- ^1 – コンストラクターとしてエントリーしていない
- ‡ – 規定周回数の75%を消化せずレース終了、通常のハーフ ポイント

### F1 (非選手権レース)
| 年     | 車体               | 車体               | エンジン                        | ドライバー         | 1   | 2   | 3   |
| 年     | 仕様               | 個体               | エンジン                        | ドライバー         | 1   | 2   | 3   |
| ------ | ------------------ | ------------------ | ------------------------------- | ------------------ | --- | --- | --- |
| 1973年 | サーティース・TS9B | サーティース・TS9B | フォード コスワース・DFV 3.0 V8 |                    | ROC | INT |     |
| 1973年 | サーティース・TS9B | サーティース・TS9B | フォード コスワース・DFV 3.0 V8 | ジェームス・ハント | 3   |     |     |
| 1974年 | マーチ・731G       | マーチ・731G       | フォード コスワース・DFV 3.0 V8 |                    | PRE | ROC | INT |
| 1974年 | マーチ・731G       | マーチ・731G       | フォード コスワース・DFV 3.0 V8 | ジェームス・ハント | Ret |     |     |
| 1974年 | 308                | 308/1              | フォード コスワース・DFV 3.0 V8 | ジェームス・ハント |     | Ret | 1   |
| 1975年 | 308B               | 308/2              | フォード コスワース・DFV 3.0 V8 |                    | ROC | INT | SUI |
| 1975年 | 308B               | 308/2              | フォード コスワース・DFV 3.0 V8 | ジェームス・ハント |     | Ret | 8   |
| 1975年 | 308                | 308/1              | フォード コスワース・DFV 3.0 V8 | アラン・ジョーンズ |     | 7   |     |
| 1976年 | 308B               | 308/2              | フォード コスワース・DFV 3.0 V8 |                    | ROC | INT |     |
| 1976年 | 308B               | 308/2              | フォード コスワース・DFV 3.0 V8 | ジャッキー・イクス | 3   |     |     |
| 1976年 | 308B               | 308/3              | フォード コスワース・DFV 3.0 V8 | ハラルド・アートル | Ret |     |     |
| 1976年 | 308B               | 308/2              | フォード コスワース・DFV 3.0 V8 | ガイ・エドワーズ   |     | Ret |     |
| 1977年 | 308E               | 308E/1             | フォード コスワース・DFV 3.0 V8 |                    | ROC |     |     |
| 1977年 | 308E               | 308E/1             | フォード コスワース・DFV 3.0 V8 | ルパート・キーガン | 8   |     |     |
| 1978年 | 308E               | 308E/5             | フォード コスワース・DFV 3.0 V8 |                    | INT |     |     |
| 1978年 | 308E               | 308E/5             | フォード コスワース・DFV 3.0 V8 | デレック・デイリー | Ret |     |     |
| 1978年 | 308E               | 308E/3             | フォード コスワース・DFV 3.0 V8 | ディビナ・ガリカ   | Ret |     |     |